# Казе Понтачо (Римини)
Казе Понтачо је насеље у Италији у округу Римини, региону Емилија-Ромања.
Према процени из 2011. у насељу је живело 28 становника. Насеље се налази на надморској висини од 55 м.